# Iliso
El Iliso (en griego: Iλισός, transliterado: Ilisós; en griego antiguo: Ἰλισσός, Ilissós) es un pequeño río del Ática que fluye por la llanura de Atenas.

## Descripción
Está formado por dos ramas: la principal, que se origina en la vertiente norte del monte Himeto, recibía cerca del Liceo, al este de Atenas, las aguas de la secundaria, el Erídano (Ἠριδανός, Eridanós), ahora desecado, que nacía en la vertiente occidental del Himeto, cerca de Syriani. Este último es el río donde el viento Bóreas raptó a Oritía.
A continuación, el río Iliso fluye por la parte sur de la ciudad, hacia la bahía de Falero; sin embargo, a menudo no llega al mar debido a la escasez de agua. Siempre está seco en verano. Los plátanos que antaño rodeaban el río y sus sombreadas orillas, descritos por Platón en el Fedro, han sido sustituidos por rocas desnudas y escasos arbustos. El manantial de Syriani es un lugar muy fascinante y fue descrito por Ovidio: 

Est prope purpureos colles florentis Hymetti 
Fons sacer, et viridi cespite mollis humus.
En la deliciosa falda del florido Himeto hay una risueña fuente, y su margen es blanda alfombra de verde césped.
Ovidio, Arte de amar, III, 687.